# Syncarpia glomulifera
Syncarpia glomulifera, la trementina australiana (turpentine) es un árbol nativo de  Australia, que puede crecer más de 30 metros de altura. 
Es una especie dominante de la comunidad ecológica amenazada de los Bosques de Trementina-Corteza de hierro de Sydney.

## Variedades y Sinonimia
- Metrosideros glomulifera Sm., Trans. Linn. Soc. London 3: 269 (1797).
- Nania glomulifera (Sm.) Kuntze, Revis. Gen. Pl. 1: 242 (1891).

subsp. glabra (Benth.) A.R.Bean, Austrobaileya 4: 339 (1995). De Nueva Gales del Sur.
- Syncarpia laurifolia var. glabra Benth., Fl. Austral. 3: 266 (1867).
- Metrosideros glomulifera var. glabra (Benth.) C.Moore & Betche, Handb. Fl. N.S.W.: 205 (1893).
- Syncarpia procera var. glabra (Benth.) Domin, Biblioth. Bot. 89: 1026 (1928).

subsp. glomulifera. Del este de Australia.
- Metrosideros procera K.D.Koenig & Sims in Salisb., Prodr. Stirp. Chap. Allerton: 351 (1796), provisional synonym.
- Metrosideros propinqua K.D.Koenig & Sims in R.A.Salisbury, Prodr. Stirp. Chap. Allerton: 351 (1796).
- Tristania albens A.Cunn. ex DC., Prodr. 3: 210 (1828).
- Syncarpia laurifolia Graeffer ex Ten., Index Seminum (NAP) 1839(App.): 12 (1839).
- Kamptzia albens (A.Cunn. ex DC.) Nees, Kamptziae: 6 (1840).
- Syncarpia procera (K.D.Koenig & Sims) Domin, Biblioth. Bot. 89: 472 (1928).[1]